# Isparta (tỉnh)
Isparta là một tỉnh ở tây nam Thổ Nhĩ Kỳ. Các tỉnh giáp ranh là: Afyon về phía tây bắc, Burdur về phía tây nam, Antalya về phía nam, Konya về phía đông. Diện tích tỉnh này là 8.993 km² và dân số là 547.525 người so với 434.771 người năm 1990. Tỉnh lỵ là Isparta.
Tỉnh này nổi tiếng về táo, anh đào, nho, hoa hồng và thảm. Tỉnh Isparta có nhiều hồ nước ngọt.

## Các huyện
Tỉnh này được chia thành các huyện sau (tỉnh lỵ được bôi đậm)::
- Aksu
- Atabey
- Eğirdir
- Gelendost
- Gönen
- Isparta
- Keçiborlu
- Şarkikaraağaç
- Senirkent
- Sütçüler
- Uluborlu
- Yalvaç
- Yenişarbademli

## Nhân vật
- Süleyman Demirel